# Frits Niessen
Godefridus Adrianus Quirinus (Frits) Niessen (Raamsdonk, 16 september 1936 – Raamsdonksveer, 23 oktober 2020) was een Nederlands politicus. Hij was namens de Partij van de Arbeid lid van de Tweede Kamer der Staten-Generaal. Niessen was woordvoerder binnenlands bestuur, cultuur en onderwijs. Hij werd gezien als een invloedrijk Kamerlid, onder andere bij benoemingen van burgemeesters.

## Loopbaan
Niessen volgde een opleiding aan de Katholieke Leergangen in Tilburg. Hiervoor volgde hij een opleiding aan de Katholieke Pedagogische Academie te Dongen. Na deze opleidingen werkte hij als onderwijzer op een lagere school in Raamsdonksveer. Dit deed hij vijf jaar. Zijn carrière in het onderwijs vervolgde hij als docent Nederlands aan de katholieke academie waar hij in zijn eigen studiejaren een opleiding had gevolgd. Hier werkte hij zeventien jaar, in een periode van 1963 tot 1980. Naast dit werk was hij hoofdredactielid van vele tijdschriften en kranten, waaronder Ons Erfdeel. Ook was hij voorzitter van diverse bedrijven, waaronder Het Zuidelijke Toneel, een groot Nederlands theatergezelschap en de Openbare Bibliotheek te Raamsdonk. 
Op 7 oktober 1977 maakte Niessen zijn politiek debuut in de Tweede Kamer. Toen bleek dat de PvdA niet in het kabinet kwam, maakte hij begin januari 1978 samen met anderen plaats voor enkele oud-ministers. In 1980 kwam hij opnieuw in de Kamer, als opvolger van Jan Pronk. Hij was vervolgens Kamerlid tot 1994. Niessen was lid van het fractiebestuur van de PvdA in de Tweede Kamer omstreeks juni 1986 en ook nog in 1989. Hij hield zich in de Kamer vooral bezig met onderwijs, cultuur en binnenlandse zaken.
Frits Niessen overleed in 2020 op 84-jarige leeftijd.

## Publicaties over Frits Niessen
- J.K.T. Postma: 'Levensbericht Frits Niessen'. In: Jaarboek van de Maatschappij der Nederlandse Letterkunde te Leiden, jrg. 2020-2021, p. 126-136

- International Standard Name Identifier: 0000 0000 6562 6531
- Library of Congress Control Number: no2009114613
- Parlement.com: vg09lli99lzr
- Virtual International Authority File: 91192651
- WorldCat: E39PBJmXFb3fj9FKmX3GkpHXBP